# Partito Rivoluzionario Febrerista
Il Partito Rivoluzionario Febrerista (in lingua spagnola: Partido Revolucionario Febrerista) è un partito politico paraguaiano. Il nome evoca la rivoluzione del 17 febbraio 1936, allorché fu rovesciato il governo del liberale Eusebio Ayala e fu insediato il riformista Rafael Franco.

## Storia
Fondato l'11 dicembre 1951 a Buenos Aires su iniziativa di Rafael Franco, fu legalizzato nel 1964, in quanto non era più considerato una minaccia verso il Presidente Alfredo Stroessner.

## Risultati elettorali
| Elezione                 | Elezione | Voti    | %    | Seggi  |
| ------------------------ | -------- | ------- | ---- | ------ |
| 2013 (lista Avanza País) | Camera   | 84 826  | 3,78 | 2 / 80 |
| 2013 (lista Avanza País) | Senato   | 117 056 | 5,21 | 2 / 45 |
| 2018                     | Camera   | 15 169  | 0,64 | 0 / 80 |
| 2018                     | Senato   | 14 332  | 0,61 | 0 / 45 |